# Hendrik van Gent
Hendrik van Gent, född 14 september 1899 i Pernis, Nederländerna, död den 29 mars 1947 i Amsterdam, Nederländerna, var en nederländsk astronom.
Han studerade variabla stjärnor och upptäckte tre kometer, C/1941 K1, C/1944 K2 och C/1943 W1.
Minor Planet Center listar honom även som upptäckare av 39 asteroider mellan 1929 och 1935.
Asteroiden 1666 van Gent och månkratern Van Gent är uppkallad efter honom.

## Asteroider upptäckta av Hendrik van Gent
| 1132 Hollandia  | 13 september 1929 |
| 1133 Lugduna    | 13 september 1929 |
| 1165 Imprinetta | 24 april 1930     |
| 1225 Ariane     | 23 april 1930     |
| 1226 Golia      | 22 april 1930     |
| 1267 Geertruida | 23 april 1930     |
| 1336 Zeelandia  | 9 september 1934  |
| 1337 Gerarda    | 9 september 1934  |
| 1342 Brabantia  | 13 februari 1935  |
| 1353 Maartje    | 13 februari 1935  |
| 1383 Limburgia  | 9 september 1934  |
| 1384 Kniertje   | 9 september 1934  |
| 1385 Gelria     | 24 maj 1935       |
| 1389 Onnie      | 28 september 1935 |
| 1666 van Gent   | 22 juli 1930      |

| 1667 Pels             | 16 september 1930 |
| 1670 Minnaert         | 9 september 1934  |
| 1686 De Sitter        | 28 september 1935 |
| 1689 Floris-Jan       | 16 september 1930 |
| 1693 Hertzsprung      | 5 maj 1935        |
| 1694 Kaiser           | 29 september 1934 |
| 1738 Oosterhoff       | 16 september 1930 |
| 1752 van Herk         | 22 juli 1930      |
| 1753 Mieke            | 10 maj 1934       |
| 1879 Broederstroom    | 16 oktober 1935   |
| 1914 Hartbeespoortdam | 28 september 1930 |
| 1925 Franklin-Adams   | 9 september 1934  |
| 1945 Wesselink        | 22 juli 1930      |
| 1946 Walraven         | 8 augusti 1931    |
| 1986 Plaut            | 28 september 1935 |

| 2019 van Albada  | 28 september 1935 |
| 2203 van Rhijn   | 28 september 1935 |
| 2378 Pannekoek   | 13 februari 1935  |
| 2801 Huygens     | 28 september 1935 |
| 2831 Stevin      | 17 september 1930 |
| 2945 Zanstra     | 28 september 1935 |
| 4296 van Woerkom | 28 september 1935 |
| 4359 Berlage     | 28 september 1935 |
| 4511 Rembrandt   | 28 september 1935 |